# Hermann Siegfried Meyer-Nieberg
Hermann Siegfried Meyer-Nieberg (* 20. Oktober 1902 in Wallenbrück; † 6. September 1982 in Osnabrück) war ein deutscher Politiker, Mitglied der NSDAP und Landrat im Kreis Tecklenburg, im Kreis Minden und im Kreis Mansfeld.

## Leben und Wirken
Nach dem Jurastudium an den Universitäten Bonn, Göttingen und Hamburg arbeitete Siegfried Meyer-Nieberg zunächst am Oberlandesgericht Kiel. Im Jahre 1931 eröffnete er in Bielefeld eine Rechtsanwaltspraxis und wurde Mitglied der NSDAP und der SA. Nachdem er ab 1933 beim Oberpräsidium in Münster eingesetzt worden war, erhielt er 1935 den Posten als Landrat im Kreis Tecklenburg. Zwei Jahre später, am 22. April 1937, wurde er Landrat des Kreises Minden. Hier war er der erste Landrat mit einer Mitgliedschaft in der NSDAP. Wegen unüberbrückbarer Gegensätze zum Regierungspräsidenten Adolf von Oeynhausen wurde er am 4. März 1940 aus seinem Amt abberufen und mit der kommissarischen Verwaltung des Landratsamtes Mansfeld beauftragt.
Nach verschiedenen Verwaltungseinsätzen wurde er im Jahre 1941 zum Fronteinsatz gerufen. Er arbeitete nach dem Krieg als Rechtsanwalt in Dissen.